# フォーエヴァー・ヤング 時を超えた告白
『フォーエヴァー・ヤング 時を超えた告白』（フォーエヴァー・ヤング ときをこえたこくはく、Forever Young）は1992年のアメリカ合衆国の恋愛ファンタジー映画。監督はスティーヴ・マイナー、出演はメル・ギブソンとジェイミー・リー・カーティスなど。
婚約するはずだった恋人が事故で植物人間化し、ショックを受けたパイロットが冷凍睡眠の実験台となり、50年の時を経て現代に目覚め、恋人がまだ生きていることを知り、愛を告白しようとする姿を描く。
まだ幼いイライジャ・ウッドをスターにのし上げた作品でもある。
DVD邦題は『フォーエヴァー・ヤング』。

## ストーリー
1939年。アメリカ陸軍航空隊のテストパイロットのダニエルは、未だ恋人のヘレンに結婚を切り出せないままでいた。そんな中、ヘレンが交通事故に遭ってしまい、目覚める筈もない昏睡状態となってしまった。ショックに耐え切れなくなったダニエルは、友人の科学者ハリーが発明した冷凍睡眠装置の実験台に志願し、ヘレンが既に片付いているであろう（亡くなっている筈の）1年後に向けて旅立った。万が一、ヘレンの意識が戻ったら直ぐに起こしてくれるようハリーに託して。
それから53年後の1992年。少年ナットは、母親のクレアと共に平穏な日々を送っていた。ある日、親友フィリックスの兄の用で軍の施設に立ち寄った際、ナットは無断でフィリックスと共に取り壊し寸前の倉庫に忍び込む。中で遊んでいる最中、二人は大型のカプセルを見つける。それはハリーが作った冷凍睡眠装置であったが、そうとも知らずそれで遊んでいると、偶然装置の蓋が開いてしまう。中にはダニエルが冷凍状態のまま眠っており、彼を見てナットとフィリックスは茫然とする。すると、不意にダニエルの手がナットのジャケットを掴んだ為、二人は慌てて逃げ出した。時期が夏だった事もあり急速に解凍され目覚めたダニエルは、自分が50年以上も眠っていた事実を知り、驚愕する。ハリーの家に行くも現在は無くなっており、彼がどこにいるのか分からずにいた。そこで、かつて自分が所属していた軍施設の現在の責任者であるウィルコックスに事情を説明する。しかし、全く相手にされていないと悟り、その場を立ち去る。次にダニエルは手に持っていたナットのジャケットに書かれていた住所を頼りに、彼の家を訪ねる。初めは冷凍人間が解けた事に驚くナットとフィリックスであったが、何とか二人を落ち着かせたダニエルは事情を聞き、自分が50年以上もガラクタ置き場にいた事実（世間から忘れ去られてしまった存在である事）を知る。今はハリーしか頼れる者はいないダニエルはナットらの協力の元、ハリーを探す事に。更に図書館で出会った司書の女性デビーにも、ハリーの捜索を依頼する。
ダニエルはナットのツリーハウスに身を隠し、彼とフィリックスから助けて貰う形で過ごす。そんな中、偶然クレアが前夫から襲われる瞬間を目撃。彼女を助けた事で、家に居候して貰う事に。
ナットの家で同居しながら、デビーが連絡した情報を元にハリーを探すも、なかなか良い結果は得られなかった。彼の体に異変が起こっている事も知らずに。
一方、ウィルコックスは取り壊された倉庫から出てきた冷凍睡眠装置を偶然目撃し、ダニエルの話が真実だったと気づく。かつて軍で人間の冷凍睡眠実験が行われていた事実が外部に漏れるのを恐れた彼は、すぐさま軍の上層部に伝え、FBIも協力する形でダニエルの行方を捜索する。更にダニエルの話は、冷凍実験の研究を行っている科学者キャメロンにも伝わった。
ハリーを探しながらナットやクレアと同居していく中で、ダニエルは次第に二人と仲を深めていく。それでも、ダニエルは未だにヘレンの事が忘れられずにいた。そんな中、彼の容態が急変し、彼はクレアが務める病院に運ばれる。実はハリーが発明した冷凍睡眠装置は、睡眠期間中に経過した分の成長を止められ無い欠陥があり、その影響でダニエルの体は急速に老化が進んでいたのである。ナットからダニエルが冷凍状態から目覚めた話を聞いたクレアはダニエルに確かめ、彼は真実を打ち明ける。すると、クレアはデビーからの留守電が入っていた事をダニエルに告げる。ハリーの居場所が分かったかもしれないと悟ったダニエルは、クレア達から助けてもらう形で病院を出ようとするが、そこにはウィルコックスら軍やFBIの人間が彼を追って来ていた。そこでクレアは、恋人である医師のジョンに協力を依頼。彼のおかげもあり、何とか病院を抜け出す事に成功した。
向かった先の家には、ハリーの娘であるスーザンが住んでいた。しかしスーザンの話から、ハリーは彼女が生まれる前に死亡した事実を打ち明けられる。ハリーは装置の欠陥に気づき、ダニエルを目覚めさせる為に実験を中止しようとしたが、同時に発生した火事に巻き込まれ死亡した。更にダニエルもその火事で死亡した事にされた他、その間に発生した戦争で実験は忘れ去られ、ダニエルは50年以上も人目に触れる事無く過ごしたのであった。ハリーがもうこの世にいない事実に落ち込むダニエルであったが、なんとスーザンはダニエルの事を知っていたのである。スーザン協力の元、彼女の家の中を捜索しハリーが残した研究ノートを見つけたが、そこには老化の停止は不可能であるという記述があった。もうなす術は無く途方に暮れるダニエルに、クレアは病院に戻った方が良いと告げる。そんな中、彼がハリーの家で見つけたヘレンの写真の中に、一緒に写っている少女が幼少時代のスーザンだと知る。ヘレンはスーザンが生まれる前に亡くなっていると思っていたダニエルだが、スーザンは彼女が現在も生きている事を伝えた。ヘレンはダニエルが冷凍実験で眠った後に蘇生していたのであった。
ヘレンは蘇生後に他の男性と結婚していたが、7年前に夫を亡くしてからは、故郷である海に面した灯台のある丘の家に住んでいるという。ダニエルはナット達と共にヘレンの元へ向かおうとするが、軍やFBIの車が目前まで迫っていた。FBIらを振り切ったクレアは彼らとカーチェイスをするが、車では逃げきれないと判断したダニエルは飛行機でヘレンの元へ向かうと告げる。そして軍施設へ向かい、ダニエルは自分がかつてテスト飛行を行っていた往年のプロペラ機に乗り込み、飛び立つ。ダニエルを逃したキャメロンは自分達の研究がハリーのものより遅れている事実をクレアに伝え、彼の協力無しには研究は進まないと説得する。そこで、クレアはスーザンから貰ったハリーの研究ノートをキャメロンに渡す。その内容に感動したキャメロンはノートと冷凍睡眠装置、更にダニエルが病院に運ばれた際のカルテをサンプルにし、ダニエル本人には一切干渉しない事を約束。更にクレアも後に現地へ向かわせる事を告げた。その対応に、クレアは感謝した。
一方、一人で飛行機に乗り込んだと思っていたダニエルであるが、中にナットも紛れ込んでいた。仕方が無く彼を助手席に座らせてクレアの家まで近づくが、そこで彼の老化が一気に進行し、操縦が出来ない状態となる。ダニエルは操縦桿をナットに託し、かつて二人で行った飛行シミュレーションの要領で着陸を行い、間一髪成功する。この時点で、ダニエルはすっかり年老いた姿となっていた。
ダニエルとナットはヘレンの家のドアをノックするも応答は無い。諦めかけたその時、背後から気配を感じ振り返る。そこには年老いた姿のヘレンがいた。50年以上の歳月を経てヘレンと再会したダニエルは彼女に求婚する。そして静かに頷くヘレン。待ちわびた幸福な日々が二人のもとにやっと訪れたのだ。

## キャスト
| 役名           | 俳優                             | 日本語吹替                                          | 日本語吹替                                    | 日本語吹替                                                                          |
| 役名           | 俳優                             | ソフト版                                            | 日本テレビ版                                  | テレビ朝日版                                                                        |
| -------------- | -------------------------------- | --------------------------------------------------- | --------------------------------------------- | ----------------------------------------------------------------------------------- |
| ダニエル       | メル・ギブソン                   | 小川真司                                            | 磯部勉                                        | 山寺宏一                                                                            |
| クレア         | ジェイミー・リー・カーティス     | 弥永和子                                            | 小山茉美                                      | 高島雅羅                                                                            |
| ナット         | イライジャ・ウッド               | 久我未来                                            | 大前順司                                      | 矢島晶子                                                                            |
| ヘレン         | イザベル・グラッサー             | 相沢恵子                                            | 田中敦子                                      | 佐々木優子                                                                          |
| ハリー         | ジョージ・ウェント               | 藤本譲                                              | 安西正弘                                      | 辻親八                                                                              |
| フィリックス   | ロバート・ハイ・ゴーマン         | 広田貴宣                                            |                                               | 亀井芳子                                                                            |
| キャメロン     | ジョー・モートン                 | 仲野裕                                              | 石塚運昇                                      | 石塚運昇                                                                            |
| ジョン         | ニコラス・サロヴィ               | 千田光男                                            | 佐々木勝彦                                    | 仲野裕                                                                              |
| ウィルコックス | デヴィッド・マーシャル・グラント | 伊藤和晃                                            | 金尾哲夫                                      | 檀臣幸                                                                              |
| アリス         | ヴェロニカ・ローレン             | 坂本真綾                                            |                                               | 氷上恭子                                                                            |
| その他         | N/A                              | 成田剣 麻生侑里 磯辺万沙子 中田和宏 宝亀克寿 品川徹 | 峰恵研 相沢正輝 塚田正昭 岡野浩介 大川透 ほか | 岩崎ひろし 檜山修之 冬馬由美 翠準子 稲葉実 岩田安生 大川透 長島雄一 加藤優子 吉田孝 |
|                |                                  |                                                     |                                               |                                                                                     |
| 演出           |                                  | 松川陸                                              |                                               | 木村絵理子                                                                          |
| 翻訳           |                                  | 中島多恵子                                          |                                               | 徐賀世子                                                                            |
| 録音           |                                  | トランスグローバル アオイスタジオ                   |                                               |                                                                                     |
| 調整           |                                  |                                                     |                                               | 高久孝雄                                                                            |
| 効果           |                                  |                                                     |                                               | リレーション                                                                        |
| 制作           |                                  | ワーナー・ホーム・ビデオ トランスグローバル         |                                               | 東北新社                                                                            |
| 解説           |                                  |                                                     |                                               | 淀川長治                                                                            |
| オープニング   |                                  |                                                     |                                               | 大林宣彦                                                                            |
| プロデューサー |                                  | 小川政弘 （ワーナー・ホーム・ビデオ）               |                                               | 松田佐栄子                                                                          |

- 日本テレビ版：初回放送1996年6月21日『金曜ロードショー』
- テレビ朝日版：初回放送1998年5月10日『日曜洋画劇場』

## 音楽
サウンドトラックは、1992年12月11日にリリースされた。
ビリー・ホリデイの「The Very Thought of You」が効果的に使われており、その他はすべてジェリー・ゴールドスミスによる。

## 作品の評価
Rotten Tomatoesによれば、24件の評論のうち高評価は54%にあたる13件で、平均点は10点満点中5.4点となっている。